# Lay's
 Lay's (укр. Лейс) — бренд картопляних чипсів, що виробляють з 1938 року. З 1965 року належить компанії PepsiCo. В Україні чипси Lay's продаються з 2004 року. У більшості країн світу картопляні чипси PepsiCo відомі під брендом Lay's. Виняток становлять ринки, де використовуються інші бренди PepsiCo: Walkers у Великій Британії та Ірландії; Smith's в Австралії; Chipsy в Єгипті; Tapuchips в Ізраїлі; Margarita в Колумбії; Sabritas у Мексиці; Hostess у Канаді. Компанія не підтримала санкції проти Росії, продовживши місцевий бізнес та виробництво в Росії.

## Історія
Бренд створив американець Герман Лей (англ. Herman Lay). У 1932 році він відкрив фабрику в Нешвіллі (штат Теннессі). 1932 року він почав бізнес з продажу картопляних чипсів у місті Дорсет (штат Огайо). Розвиваючи справу, Лей об'їздив південну частину США, продаючи продукт із багажника машини.
1938 року Герман придбав виробничу компанію Barrett Food Company з Атланти (штат Джорджія), яку згодом перейменував у H.W. Lay Lingo & Company. 1944 року Лей спростив назву компанії до тієї, що звична споживачам усього світу сьогодні — Lay's Potato Chips. Саме вона стала першою компанією, яка рекламувала снеки на телебаченні.
1961 року компанія об'єдналася із компанією з виробництва кукурудзяних перекусів Frito, створивши снекову корпорацію Frito-Lay Inc. зі спільними продажами понад $127 млн щорічно. Продажі чипсів стали міжнародними, а до маркетингового просування брендів були залучені знаменитості.
1965 року Frito-Lay Inc. об'єдналася з компанією The Pepsi-Cola, утворивши PepsiCo.
1991 року спосіб приготування чипсів Lay's було вдосконалено, завдяки чому продукція стала зберігатися свіжою довше. Згодом компанія представила ринку низькокалорійні запечені чипси, а також низку знежирених варіантів продукту (Lay's WOW).
У 2000-х відбувся запуск лінійки Lay's Stax — чипсів у твердому упакуванні-тубі, що належать до продуктів преміумсегменту.

## Інформація про споживання
Як і більшість закусок, бренди Lay's містять дуже мало вітамінів і мінералів у будь-якому різноманітті. На десять відсотків добової потреби на порцію вітамін С є найвищим. Вміст солі особливо високий, порція містить аж 380 мг натрію.
Одна унція (28 грамів) звичайних картопляних чипсів Lay's має 160 калорій і містить десять грамів жиру з одним грамом насиченого жиру. Бренди, приготовані в чайнику, містять від семи до восьми грамів жиру і один грам насичених жирів, а також мають 140 калорій. Lay's Natural містить дев'ять грамів жиру, два грами насичених жирів і 150 калорій. Чипси Stax зазвичай містять десять грамів жиру, 2,5 грама насичених жирів і містять 160 калорій на порцію. Wavy Lay's ідентичні звичайним брендам, за винятком на пів грама менше насичених жирів у деяких комбінаціях. Тепер різні марки не містять трансжирів.
50-грамова порція чипсів Lay's BarBQ містить 270 калорій і 17 грамів жиру. Він також містить 270 мг натрію та 15% добової рекомендованої дози вітаміну С.
Запечений сорт, представлений в середині 1990-х років, містить 1,5 грама жиру на одну унцію і не містить насичених жирів. Кожна порція містить від 110 до 120 калорій. Порції Lay's Light мають 75 калорій на унцію і не містять жиру.
Картопляні чипси Lay's Classic готувалися в гідрогенізованій олії до 2003 року. Зараз чипси виготовляються з соняшникової, кукурудзяної та/або олії каноли.
Baked Lay's виробляють у чедері, барбекю, сметані та цибулі та оригінальними смаками.

## Різновиди
Асортиментна політика бренду Lay's полягає у створенні різноманітних смаків відповідно до місцевих очікувань та уподобань споживачів, що є запорукою його успішності на локальних ринках.
Зокрема, у різних країнах світу можна знайти чипси з такими смаками: «Ківі», «Чорниця», «Манго», «Лічі», «Огірок», «Лимон», «Карі», «Чарівна масала», «Васабі», «Кетчуп», «Помідори чері», «Водорості з Кюсю» тощо.

## Асортимент в Україні
В Україні Lay's представлені широким портфелем смаків, а також лінійками Lay's Strong та Lay's Max (рифлені чипси, на яких затримується більше спецій, що робить смак максимально насиченим). У 2017 році бренд запустив новинку — Lay's Рифлені.

## Lay's в Україні
До 2019 року Lay's для українського ринку виробляли у Польщі. З 2019 року продукція Lay's для українського ринку виготовляється в Миколаївській області на снековому виробництві компанії PepsiCo в Україні. Продукція проходить п'ять систем перевірки якості, що впроваджені та працюють однаково на всіх заводах PepsiCo з виробництва чипсів по всьому світові. Чипси Lay's виробляють з натуральної картоплі. Виробником є компанія Сандора, що з 2007 року входить до складу PepsiCo. 

## Соціальна активність
2017 року реалізовано проєкт «Усмішка на 100 Ватт». За результатами голосування на сайті компанії обрано парк ім. Івана Котляревського, де компанія до 25 листопада 2017 року здійснила ремонт освітлення, встановивши «усміхнені» ліхтарі.

### Війна в Україні
Компанія не закрила свій бізнес в Росії, та, де-факто, підтримала війну проти України. Не дивлячись на розгорнуті санкції та заяви, компанія продовжила торгівлю в Росії, продаючи чипси місцевого виробництва, прикриваючись відмовкою, що це "товари для звичайних росіян", або "товари першої необхідності", а наявність свіжих товарів була помічена місцевими блогерами.

## Промо та маркетинг
Бренд постійно співпрацює зі знаменитостями. Амбасадором бренду був Енріке Іглесіас, згодом ним став Ліонель Мессі. В Україні у 2020 році амбасадором бренду став футболіст, воротар футбольного клубу "Шахтар" Андрій Пятов, який до того знімався в рекламі Pepsi. 

## Цікаві факти
- У виробництві чипсів Lay's використовується 7 типів картоплі, важливу роль відіграє вміст крохмалю і цукру. Правильна кількість цукру забезпечує золотавий колір чипсів
- В різних куточках світу бренд має різні назви: Walkers у Великій Британії та Ірландії; Smith's в Австралії; Chipsy в Єгипті; Poca у В'єтнамі; Tapuchips в Ізраїлі; Margarita у Колумбії; Sabritas у Мексиці тощо
- Згідно з даними National Geographic завод Frito-Lay в Перрі (штат Джорджія) готує близько 1 млн фунтів картоплі та складає в середньому 175 тис. пакунків чипсів щодня
- Компанією було відкрито першу дослідницьку лабораторію, співробітники якої стежили за якістю виробництва та розробляли нові продукти
- У регіоні Великого Китаю компанія веде будівництво найбільшої у світі лінії з виробництва картопляних чипсів[11]
- Спочатку існувало два смаки Lay's, на 2019 рік їх існує понад 50
- 2012 року на замовлення однієї з торговельних мереж для України виготовлялися чипси зі смаком «Малосольні огірочки з кропом»[12]
- До 2013 року для України виготовлялися чипси з ексклюзивним смаком «Салямі»[13]
- Маркетингова кампанія бренду Lay's Smile отримала бронзову нагороду конкурсу Effie Ewards у категорії «Крос-медійний сторітелінг»[14]
- З 2019 року чипси Lay's для українського ринку виробляються в Миколаївській області.